# Écuillé
Ecuillé – miejscowość i gmina we Francji, w regionie Kraj Loary, w departamencie Maine i Loara.
Według danych na rok 2010 gminę zamieszkiwało 600 osób, a gęstość zaludnienia wynosiła 47 osób/km².